# Wilhelm Schram
Wilhelm Karl Schram (též Schramm; 24. duben 1850 Opava – 12. prosinec 1925 Brno) byl moravský knihovník, dlouholetý kustod a knihovník Knihovny Františkova muzea v Brně a v letech 1908–1919 ředitel Zemské knihovny moravské.

## Život
Narodil se v Opavě, kde byl jeho otec úředníkem. Rodiče ale pocházeli z Brna, kde Schramova rodina provozovala firmu na výrobu přezek a kam se také brzy vrátili. Vystudoval brněnské gymnázium a poté historii, klasickou filologii a filosofii na vídeňské univerzitě.

## Profesní dráha
Působil jako soukromý vychovatel v Rakousku, později začal vyučovat na I. německém gymnáziu v Brně a posléze na učitelském ústavu tamtéž. Odborně se věnoval mnemotechnice, vypracoval vlastní mnemotechnický systém.
Roku 1884 nastoupil do Františkova muzea a stal se správcem jeho knihovny. V následujícím roce obdržel doktorát na univerzitě ve Štýrském Hradci a roku 1886 se stal sekretářem historicko-statistické sekce Moravskoslezské hospodářské společnosti. V roce 1895 se stal oficiálně knihovníkem Františkova muzea a zůstal jím i po převzetí muzea do zemské správy. Zasloužil se dobré vztahy českých i německých muzejních spolků a byl oceňován jako osoba spojující obě národnostní prostředí v Brně. Inicioval také založení sbírky komenian, portrétů moravských osobností i pohledů na moravská města, zasloužil se o přestěhování knihovny do Zemského domu i tvorbu a aktualizaci tištěných katalogů. Konečně roku 1908 byl jmenován prvním ředitelem Zemské knihovny moravské a zůstal jím až do svého penzionování v roce 1919. Jeho nástupcem se stal profesor romanistiky Hertvík Jarník. Poté až do své smrti v roce 1925 působil v knihovně jako dobrovolník.
Roku 1888 byl jmenován konzervátorem Ústřední komise pro umělecké a historické památky ve Vídni a roku 1907 jejím dopisujícím členem. Měl na starosti dozor nad jihomoravskými archivy. Je autorem řady vlastivědných, historických, knihovnických a mnemotechnických studií a příspěvků.
V letech 1907-1925 zpracoval hesla o moravských umělcích do Thieme-Beckerova slovníku. V roce 1898 vydal vlastním nákladem publikace Mährische Aquarellisten (Moravští akvarelisté).